# Stratometer
Stratometer (av grekiska: stratos, lager, och metron, mått) är en apparat som förr användes vid djupborrning i berggrunden för att kontrollera om borrhålet mot djupet fortfarande hade den riktning som var avsedd från början (lodrät respektive mer eller mindre lutande) eller i avsevärd grad avvek därifrån.
Detta förhållande är viktigt att utröna för att bedöma den verkliga mäktigheten hos till exempel en genomborrad malmförekomst eller ett stenkols- eller saltlager. Apparaten utgörs av ett glasrör som delvis är fyllt med fluorvätesyra och upptill försett med propp, som, sedan borren upptagits, nedfiras i borrhålet till önskat djup. Genom att nu låta en blykula som finns i rörets övre tomma del nedsjunka i syran bringas dennas yta att stiga till något högre nivå inom röret. Den rand, till vilken glasrörets inre genom syrans inverkan inom kort angrips, anger tydligtvis horisontalplanets läge i förhållande till det eventuellt snedstående röret, respektive borrhålet. I stället för fluorvätesyra har även använts paraffin. Efter nedsänkandet bringas denna medelst elektrisk ledning att smälta och visar således efter stelnandet likaledes vågplanets läge.